# Bundeswehr
La Bundeswehr (pronunciado /ˈbʊndəsˌveːɐ̯/ⓘ; lit. Defensa Federal) son las fuerzas armadas de la República Federal de Alemania y su administración civil. La Ley Fundamental para la República Federal de Alemania no le permite a los Estados de Alemania (Länder) mantener sus propias fuerzas armadas y establece que las tareas de defensa son responsabilidad exclusiva del Gobierno federal.
La Bundeswehr está dividida en una parte militar con las Fuerzas armadas (Streitkräfte) y una parte civil con la Administración de la fuerza de defensa (Wehrverwaltung), la Oficina federal de Tecnología de defensa y Adquisiciones (Bundesamt für Wehrtechnik und Beschaffung) y la Oficina federal para de la gestión de información  de la Bundeswehr (Bundesamt für Informationsmanagement und Informationstechnik der Bundeswehr, a veces abreviada como IT-AmtBw). La parte militar de la fuerza de defensa federal está formada por las ramas de Ejército (Heer), Armada (Marine), Fuerza aérea (Luftwaffe), el Servicio de apoyo conjunto (Streitkräftebasis) y el Servicio médico Central (Zentraler Sanitätsdienst). 
En tiempo de paz, la administración está bajo las órdenes del Ministro de Defensa (actualmente Boris Pistorius). Al declararse el estado de guerra, se transfiere el comando al canciller (actualmente Friedrich Merz).
El soldado con rango más alto es el Generalinspekteur der Bundeswehr (inspector general de la Bundeswehr) y tiene al mismo tiempo el grado de general o almirante, aunque no es el comandante en jefe militar, cargo que no existe en la estructura de la Bundeswehr.
A finales de 2023, la Bundeswehr contaba con 181.514 militares; el Ejército de Tierra, con 61.696; la Fuerza Aérea, con 26.786; la Armada (Marina Alemana), con 15.521; el Servicio Médico Central, con 20.125; y la Base de las Fuerzas Armadas, con 22.598; así como el Espacio Cibernético y de Información, con 14.054. La Bundeswehr también emplea a 81.524 funcionarios civiles.

## Historia
La Bundeswehr fue creada el 5 de mayo de 1955 a raíz de las discusiones que provocó la remilitarización de Alemania (Wiederbewaffnung) tras la experiencia habida con las organizaciones militares alemanas anteriores a la Segunda Guerra Mundial: Reichswehr (1921-1935) y Wehrmacht (1935-1945). El 12 de noviembre de 1955 tomaron juramento los primeros soldados, 101 voluntarios. Recién en 1957 se alistaron los primeros reclutas del servicio militar obligatorio. El nombre de Bundeswehr fue idea del parlamentario del Partido Democrático Liberal (FDP) Hasso von Manteuffel, un antiguo general de la Wehrmacht.
La Bundeswehr no se considera como su sucesora ni sigue tradiciones de ninguna organización militar alemana anterior. Las tradiciones de la Bundeswehr se basan en tres temas importantes:
- Las reformas en defensa al principio del siglo XIX, como Scharnhorst, Gneisenau y Clausewitz.
- Los miembros de la resistencia militar contra Hitler, como Klaus von Stauffenberg.
- Su propia tradición, puesto que en 1955 usa como símbolo la Cruz de Hierro estilizada. La Cruz de Hierro tiene una historia larga, siendo concedida como una condecoración militar en tiempos de guerra desde 1813, y se remonta a la Orden Teutónica. El nombre de Bundeswehr fue propuesto por el político general y liberal Hasso von Manteuffel. Después de una enmienda de la constitución ("Grundgesetz ", ley orgánica) de la República Federal de Alemania fue admitida como miembro de la OTAN en 1955. En 1956, se reintrodujo el reclutamiento para todos los varones entre 18 y 45 de años de edad, que más adelante se complementa mediante una alternativa de servicio civil con una duración más larga.

Durante la Guerra Fría, la Bundeswehr era la espina dorsal de la defensa convencional de la OTAN en Europa central. Tenía una fuerza de 495 000 militares y 170 000 civiles. El ejército consistía en tres cuerpos con 12 divisiones, la mayoría de ellas se dotaron con tanques pesados y vehículos blindados. La aviación disponía de un grupo de combate táctico y formaba parte de la defensa aérea integrada de la OTAN (NATINAD). La marina contaba con navíos para la lucha táctica y rápida y se la equipó para defenderse desde los países bálticos, escoltar los refuerzos y aprovisionar en el mar del Norte, así como para contener la flota soviética en el mar Báltico. Después de la reunificación en 1990, la Bundeswehr absorbió al Ejército Popular Nacional (Nationale Volksarmee, NVA) de la República Democrática Alemana, que se disolvió entonces. En 1999, la guerra de la OTAN en Kosovo fue el primer conflicto ofensivo desde la Segunda Guerra Mundial en el que los militares alemanes participaron activamente.

### Reunificación 1990

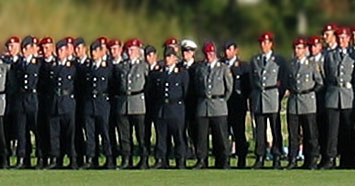
Reclutas prestando juramento en 2004.

Tras la Reunificación alemana en 1990, 20 000 soldados de la antigua NVA, las Fuerzas Armadas de la RDA, entraron en la Bundeswehr. Además, se asumió una pequeña parte del armamento, el cual era aún usado en 2008. La mayor parte fue destruido, vendido o regalado, por ejemplo, los tanques fueron a Turquía, los aviones MiG-29 a Polonia e Indonesia compró 39 barcos de guerra.

### Reformas
A lo largo de su historia, la Bundeswehr se ha tenido que adaptar al cambio de condiciones. La posibilidad de una agresión del Pacto de Varsovia fue determinante en la estructura de la Bundeswehr durante la Guerra fría. Por esta razón fue necesaria una reforma cuando cayó el Telón de Acero. La primera operación en el extranjero fue en 1991, llamada Südflanke, durante la Guerra del Golfo, seguida por operaciones en Camboya y Somalia. Sin embargo, existió un gran debate político interno sobre el tema. El 12 de julio de 1994, el Tribunal Constitucional de Alemania decidió sobre el uso en el exterior de la Bundeswehr y terminó así la discusión. En 1998, luego del cambio de gobierno, se iniciaron nuevamente reformas para poder encarar la guerra contra el terrorismo después del 11 de septiembre de 2001.
En 2020, la segunda compañía de comando de las fuerzas especiales (KSK) fue disuelta porque se informó que en sus filas había neonazis. El informe se produjo tras el robo de explosivos, armas y municionesDespués de numerosas reformas, el ministro de Defensa Kramp-Karrenbauer decidió que la KSK seguiría existiendo como asociación. La unidad especial tiene una dotación de 1.500 soldados.

## Operaciones en el extranjero

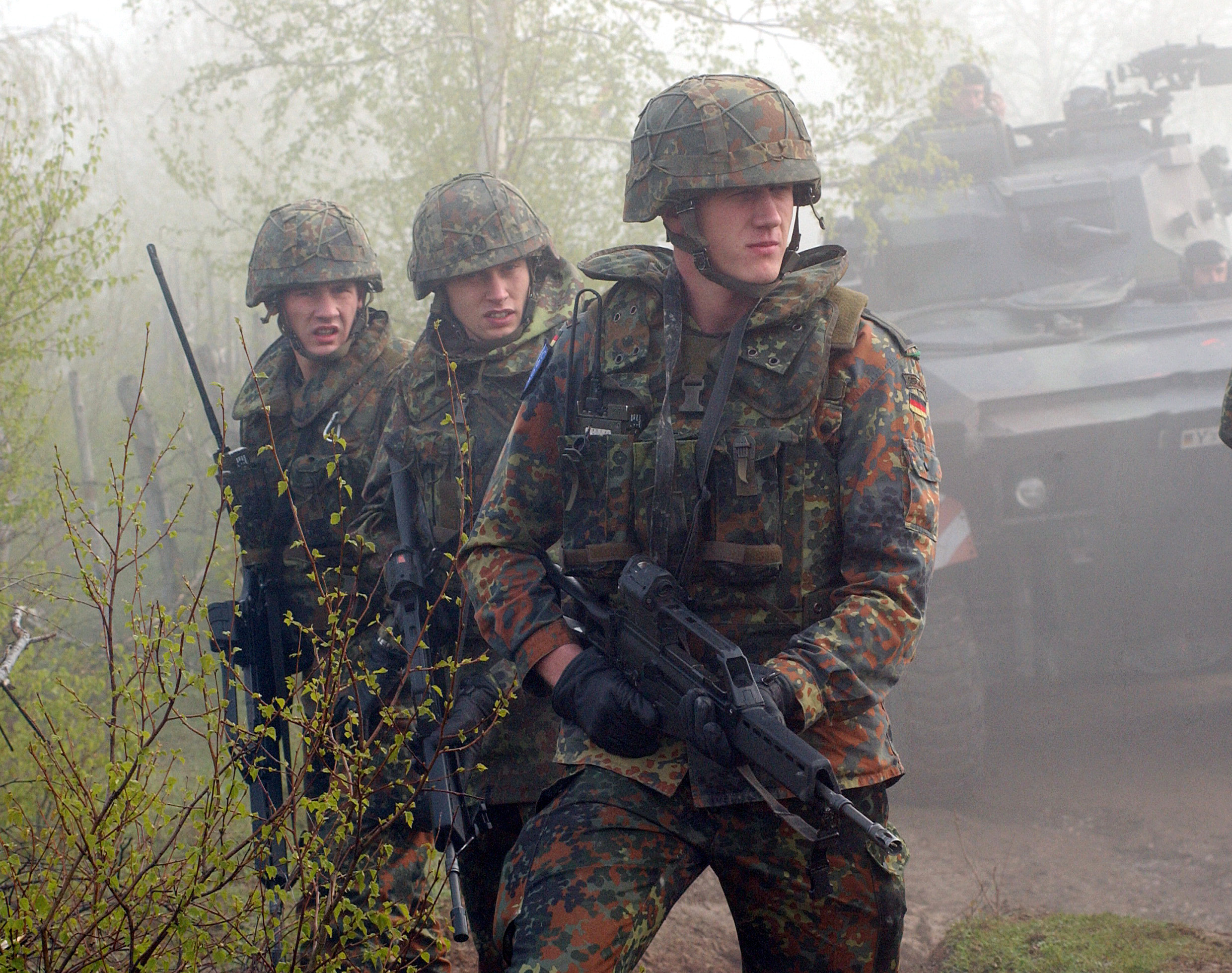
Soldados alemanes durante un ejercicio en Bosnia-Herzegovina.

Insignia de la Bundeswehr desde su fundación hasta 2019.

La Bundeswehr participa desde 1990 en operaciones cuyo fin sea garantizar la paz y la seguridad en países extranjeros. Las primeras operaciones en territorio que no es de la OTAN fueron la Südflanke en el Golfo Pérsico, Phnom Penh con una misión de la ONU, SHARP GUARD en el mar Adriático, IFOR en Somalia SFOR en el Balcán. 
Las operaciones más importantes desde la decisión de 1994 del Tribunal Constitucional han sido: 
- desde 1999 bajo la OTAN: Kosovo Force, actualmente 70 soldados alemanes[15]
- desde 2001 Operación ACTIVE ENDEAVOUR en el mar Mediterráneo para asegurar el tráfico marítimo
- desde enero de 2002 bajo comando de EUA: Operación Enduring Freedom. En 2008 más que nada reducida a la presencia de la Marina en el Cuerno de África y fuerzas especiales en Afganistán con 240-450 soldados.
- desde enero de 2002 Operación ISAF en Afganistán para asegurar la paz bajo el comando de Gran Bretaña y desde 2003 de la OTAN con 4500 soldados.
- desde diciembre de 2004 bajo comando de la EU: Operación European Union Force in Bosnia and Herzegovina con 50 soldados alemanes.[16]
- desde abril de 2005 Operación United Nations Mission in Sudan con 75 observadores militares para supervisar el cumplimiento del tratado de paz.
- desde septiembre de 2006 Operación marítima UNIFIL II en las costas de Líbano con 150 soldados.[17]

En mayo de 2023, 116 soldados alemanes habían muerto en misiones en el extranjero. Desde la fundación de la Bundeswehr, 3.387 soldados han muerto en acto de servicio.

## Grados militares de laBundeswehr

### Ejército y Fuerza Aérea

#### Soldados y suboficiales de Tierra y Aire
- Soldado/Aviador
- Soldado/Aviador de Primera
- Soldado/Aviador Aspirante (Suboficial/Oficial)
- Soldado/Aviador Ayudante
- Soldado/Aviador Principal
- Soldado/Aviador del Personal segundo
- Soldado/Aviador del Personal primero
- Suboficial
- Suboficial Personal
- Sargento
- Sargento Principal
- Sargento personal
- Sargento personal jefe

#### Oficiales cadetes
- Abanderado
- Alférez
- Alférez Jefe

#### Oficiales
- Teniente segundo
- Teniente primero
- Capitán
- Mayor
- Teniente coronel
- Coronel
- General de Brigada
- Mayor general
- Teniente general
- General del Ejército/Fuerza Aérea

### Armada Federal Alemana

#### Marineros y suboficiales
- Grumete
- Marinero
- Marinero Aspirante (Suboficial/Oficial)
- Marinero Ayudante
- Marinero Jefe
- Cabo segundo
- Cabo primero
- Sargento
- Sargento de personal
- Contramaestre
- Contramaestre Principal
- Contramaestre Jefe
- Suboficial Personal
- Suboficial Personal Mayor

#### Oficiales cadetes del mar
- Cadete del mar
- Guardiamarina
- Guardiamarina Principal

#### Oficiales
- Teniente del mar
- Teniente primero del mar
- Capitán Teniente
- Capitán Teniente del personal
- Capitán de Corbeta
- Capitán de Fragata
- Capitán de Navío/Capitán del Mar
- Almirante de Flotilla
- Contraalmirante
- Vicealmirante
- Almirante